# Beatmania IIDX (serie)
beatmania IIDX es una serie de videojuegos creados por Konami que debutó en 1999, secuela del beatmania original. Al principio, solo se quedó en Japón, Asia y Corea, pero con la llegada de HEROIC VERSE que apareció a finales de 2019, también apareció en EE.UU. en forma de cabina LIGHTNING MODEL. Pero no fue el primer juego de la franquicia en llegar a dicho país; el primer intento de enviar la franquicia de IIDX a EE.UU. fue beatmania (PS2), en donde existe los dos modos de juego, el original y el IIDX y estaba basado en 9th STYLE.

## Jugabilidad

### Estilos
El jugador dispone de una plataforma la cual consiste de siete botones y un disco giratorio. A diferencia de beatmania original, el disco del jugador izquierdo se encuentra a la izquierda de las teclas. La tecla START, las teclas de efectos y el ecualizador se encuentran debajo del letrero led.

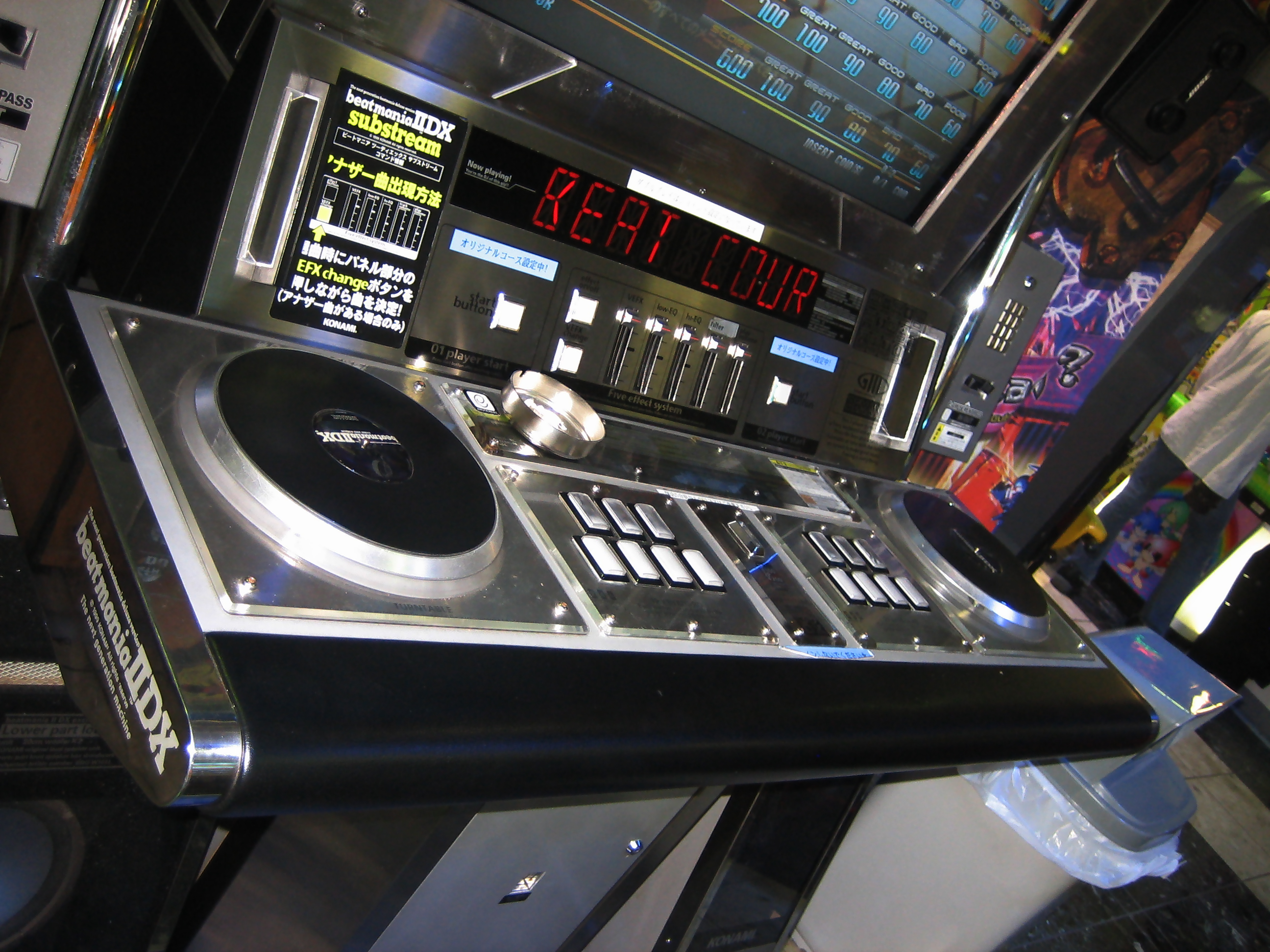
En cabinas estándar, se encuentran los controles, los efectos y, desde 9th STYLE, los lectores e-amusement.

Tras seleccionar una canción, se visualiza en la pantalla dos pistas de notas fijas compuestas de ocho filas, ambas alineadas una a la izquierda y otra a la derecha. En partidas de un solo jugador que elija SINGLE, desde IIDXRED, el lado opuesto puede rellenarse con TARGET SCORE, que es una gráfica en vivo para facilitar a los jugadores cuanto puntaje haya obtenido, o bien, desde tricoro, se elimina el lado opuesto por si quiere ver el video a gran escala. En el medio se puede ver los videos de la canción previamente seleccionada y las animaciones que cubren el video, si es que tiene, los cuales suelen ser siempre diferentes con respecto a cada secuela. En DOUBLE, las pistas de notas son centradas dejando el video a los lados de la pantalla y dividido en sub-pantallas, sin importar si uno de los lados sea ocupado por TARGET SCORE y si una de las ranuras del video fuese ocupado por cámaras. El estilo se puede elegir al insertar la ficha hasta 9th STYLE, al abrir las opciones con VEFX en la pantalla de título entre 10th STYLE y HAPPY SKY, al iniciar partida entre Distorded y Rootage, o en INFINITAS, al seleccionar modo desde HEROIC VERSE, o en versiones caseras, o al seleccionar canciones desde SPADA, pudiendo ser SINGLE o DOUBLE en partidas de un jugador (también en ARENA y BPL BATTLE), DOUBLE BATTLE (duplica las dificultades SINGLE) en partidas de un jugador, o SINGLE o BATTLE en partidas de dos jugadores.

### Detalles técnicos
Debido a que no cuentan con un selector de personajes, todos los juegos muestran los videos, pudiendo ser sprite, modelo 3D, fotomontaje o grabación con actores reales, o una mezcla de cualquier tipo. Los videos por lo general se almacenaban en CD-ROM o DVD hasta 8th STYLE. Desde 9th STYLE, debido al cambio de hardware, los videos se almacenan en el disco duro. En caso de las versiones de PlayStation 2, los videos son almacenados en el mismo disco del juego. Si la canción no tiene vídeo exclusivo, será rellenado con un vídeo genérico, sin importar si existen animaciones en forma de capas. Por ejemplo, en 8th STYLE no existe capas de animación para las canciones de la carpeta de dicho juego, dejando solamente el video genérico y en HAPPY SKY todas las canciones de la carpeta de dicho juego que no tienen video exclusivo es rellenado con capas de animación (canciones que tengan problemas técnicos o cuestiones de contenido tienen sus animaciones o videos eliminados, dejando solamente el genérico). La mayoría de los videos genéricos y únicos, además de secuencias de animaciones fueron creadas por VG GYO, entre otros diseñadores internos y externos, y desde 2nd STYLE, GOLI creó los personajes, como la alien Tran, en dichos videos, animaciones y gráficos de evaluación. Sin embargo, GOLI se ausentó en el desarrollo de 10th STYLE, debido a un accidente durante el rodaje de algunas canciones. Los videos no están disponibles en versiones de teléfonos como ULTIMATE MOBILE. En versiones coreanas, ciertos videos únicos son eliminados, debido a cuestiones de contenido.
En canciones donde existen animaciones, como sprite, modelo 3D o fotomontaje, pueden ser aleatorios, en secuencia (en donde aparece al mismo tiempo que el vídeo en un tiempo determinado), de errores (en donde se marcó BAD o POOR) o de batalla (en donde aparece un personaje fijo y es destruido al completar canción).
Debido a los videos, en todo el juego no se muestran los gráficos de ningún tipo al seleccionar canciones, y durante la carga de la canción, el único tipo de gráficos que se muestra la misma son las cartas de presentación. Muchas canciones usan el mismo tipo de fuente y solo algunas tienen la fuente cambiada.
En cada versión arcade (salvo 9th STYLE) y de PlayStation 2 y en INFINITAS (2020), incluye un sistema de efectos, pudiendo ser eco (ECHO), reverberación (REVERB), o solo ecualizador (EQ ONLY), pudiendo agregarse más en entregas como CANNON BALLERS; los jugadores pueden ajustar los efectos, y en arcades e INFINITAS (2020), el volumen, el filtro (o el volumen de la canción en entregas pre-9th STYLE) y los tonos bajos y altos. Los gabinetes LIGHTNING MODEL, debido a que las palancas, teclado numérico y letrero led fueron reemplazados por la pantalla táctil, el jugador accede a la pantalla de sonido de dicha pantalla y, además de los efectos de la arcade estándar, pueden ajustar los tonos medio-bajos y medio-altos, y pueden cambiar o apagar efectos sin recurrir a las teclas Efecto y VEFX. En INFINITAS (2020), el sistema de efectos aparece en la pantalla de cambio de BGM y usa el mismo sistema que los gabinetes LIGHTNING MODEL y el volumen se puede cambiar en la pantalla de configurar teclas.
Debido al conflicto interno que terminó en la creación de BEMANI Sound Team, los diseñadores internos como Gyo o como GOLI también estuvieron involucrados. Para evitar que se agravara dicho conflicto, Konami agrupó a todos los diseñadores internos como BEMANI Designers.
Hasta HEROIC VERSE, se utilizaba el puntaje de beatmania original en jugabilidad, pero con la llegada de ULTIMATE MOBILE, fue eliminado ese tipo de puntajes, dejándose el EX-SCORE en su lugar. Nuevas versiones arcade y de INFINITAS (2020) reemplazaba también el conteo de combo máximo por el título de canciones encima del video, además de usar EX-SCORE como puntaje principal.
También en HEROIC VERSE, se introdujo el selector de idiomas en la pantalla de ingreso, siendo japonés, inglés y coreano como opciones disponibles.

### Modos de juego
Los modos de juego son los siguientes:
- STEP UP: un modo para un solo jugador en donde puede completar las misiones, sin importar si falla la canción. Son 3 canciones (o 4 si se usa un pase de 4 canciones). No se puede cambiar dificultad ni ver las noticias debido a que ese modo es de práctica, pero se puede revisitar las carpetas de nivel de partidas anteriores y todas las opciones están disponibles (pero puede fallar la canción a mitad de partida en HARD o EX-HARD). La evaluación final es separada de los demás modos y es posible conseguir pases de 4 canciones si se llena la barra. Introducido en Lincle. Antes de su introducción apareció el modo BEGINNER en 9th STYLE, en donde ciertas canciones aparecían en dificultad BEGINNER, solo estaba disponible en SINGLE, y no se podían cambiar la dificultad ni las opciones, y la gráfica no se usa en ese modo.
- STANDARD: la jugabilidad por defecto, heredada del beatmania original. Hasta 3 canciones, pero puede acceder a EXTRA STAGE si cumple con los requisitos (o 4 en versiones anteriores o iguales a Lincle). Antes de HAPPY SKY, solo se elige una de las dificultades. Todas las opciones están disponibles (en One More Extra no, y puede fallar la canción a mitad de partida en HARD o EX-HARD y cerrar el set).
  - Con la introducción de los pases de DJ vip, los jugadores pueden comprar con PASELI dichos pases, siendo de oro que evita el cierre prematuro en caso de fallar canción, o de platino que elimina la restricción de nivel, o gastar 100 discos V para comprar el pase negro, que es la única que se puede repetir canciones.
- EXPERT: heredada del beatmania original, permite elegir un set de canciones (4 o 5 en ciertas versiones). Algunas versiones no la incluyen a favor de CLASS o del modo Arena. Todas las opciones están disponibles (pero el tipo de GROOVE GAUGE es limitado). Fue eliminada en Rootage a favor de CLASS y ARENA.
- CLASS: los jugadores probarán la habilidad de completar uno de los cursos. A diferencia de EXPERT, solo MIRROR y la barra EX CLASS son aceptados. No se admiten facilitadores. Otras opciones están disponibles. Además, cada dificultad del curso (tomado de los grados dan de artes marciales) está dividido en estilos y contiene un set de canciones distinto. Introducido en 7th STYLE. Las dificultades ván desde 7.º al 1.er kyu, pasando por Dan 1 al Dan 10, luego Tyuden y finalmente Kaiden, que es la máxima dificultad.
  - En Ultimate Mobile, el estilo no se puede cambiar, pero es reemplazado por dos nuevos modos: toque y controles. El modo controles usa SINGLE por defecto (requiriendo el control de IIDX) mientras que el modo toque es un modo separado para los usuarios de pantalla táctil y contiene dificultades TAP de canciones antiguas.
  - Variantes de CLASS: Arcades LIGHTNING MODEL incluye una variante del modo anterior, más difícil que el anterior, pero completando 5 veces la dificultad, el grado (en la pantalla de ingreso/desconexión) empieza a brillar. Fallando en alguna de las 5 veces se reinicia el progreso. Dicha variante requiere completar la dificultad del modo original y puede cambiar entre rotaciones normal y MIRROR entre partidas. Los grados Kyu no son seleccionables. Esta variante se llama CLASS (Eisei Dan). Desde Bistrover, los jugadores deben repetir dificultades, pero la versión de la dificultad puede ser distinta, y se pueden cambiar de versión con VEFX. Las canciones que se desbloquean desde CLASS (Eisei Dan) se deben completar todas las veces en DOUBLE o la versión específica en SINGLE. Desde CastHour, completar esta variante ahora req. 3 veces, pero se agrega el multiplicador de daños, que se aumenta por cada curso completo y no son acumulables entre dificultades. Antes de la introducción de LIGHTNING MODEL, existió otra variante llamada CLASSIC CLASS y solo estaba en SINOBUZ y CANNON BALLERS, pero estaban en EXPERT en vez de CLASS, lo cual las opciones pertenecen a EXPERT.
- FREE: A diferencia de STANDARD, FREE es el único modo en donde se puede practicar canciones, sin importar si falla en alguna, y canciones pueden repetirse y no tienen restricción de nivel. Introducido en 4th STYLE. Todas las opciones están disponibles (pero puede fallar la canción a mitad de partida en HARD o EX-HARD). 
  - En arcades: son 2 o 3 canciones, en partidas de 1 o 2 jugadores, respectivamente. Si se interviene en el menú de operador y activa el modo de evento, FREE solo está disponible, pero el número de etapas disponibles aparece en la pantalla de título. Desaparece en Pinky Crush, debido al PREMIUM FREE de 4 minutos.
  - En versiones de consolas, teléfonos e INFINITAS: no tiene límite de canciones, pero en consolas e INFINITAS permite el reintento rápido en caso de fallar canciones, saltándose la evaluación. Se puede abandonar la canción, pero en teléfonos contarán como NO PLAY y en consolas e INFINITAS contarán como fallida.
  - PREMIUM FREE: A diferencia del modo FREE de la arcade, los jugadores tienen 10 minutos, en vez del número fijo de canciones; los jugadores deben darse prisa para escoger la canción y dificultad, además de opciones, ya que, al agotarse el tiempo, se dará por terminado el set. Además, cuestan el doble de fichas en comparación con los demás modos. Este modo permite el reintento rápido y abandonar la canción a mitad de partida sin recurrir a las barras HARD o EX-HARD. Si se le acaba el tiempo durante la selección de canciones, tienen 15 segundos para cerrar sesión o escoger la última canción. Si se le acaba el tiempo a mitad de partida, el jugador debe terminar (o fallar) la canción para cerrar el set. Los jugadores reciben a cambio 3 discos V, lo cuales podrán jugar dificultades LEGGENDARIA con un solo disco V. Los operadores de versiones japonesas tienen que ajustar los tiempos de 4 a 30 minutos en 3 duraciones, siendo la última duración la más cara, la de 4 minutos se pueden usar fichas mientras que el resto de las duraciones (hasta 3 por máquina japonesa) requieren PASELI.
  - TIME FREE: similar a PREMIUM FREE, pero solo dura 5 minutos (7 en partidas de 2 jugadores). Dicho modo solo aparece en ciertos días o si solo detecta CPU en modos ARENA y BPL BATTLE. RESIDENT eliminó los bonos diarios, eliminando este modo, TIME HAZARD y TIME HELL en el proceso.
- HAZARD: A diferencia del modo anterior, solo tiene 4 canciones, pero romper el combo cuenta como canción fallida. Introducida en EMPRESS como modo oculto. Todas las opciones están disponibles (pero no se puede cambiar el tipo de GROOVE GAUGE). Las otras variantes eran TIME HAZARD, que cambia el número de canciones por 8 minutos, y TIME HELL, que los jugadores no pueden recargar el GROOVE GAUGE durante 8 minutos y solo se pueden usar HARD o EX-HARD.
- ARENA: 4 jugadores conectados del mismo estilo (SINGLE o DOUBLE) compiten en línea entre sí tras crear una lista de 4 canciones. Introducido en CANNON BALLERS. El duelo global se activa por límite de tiempo fijado por Konami y afecta a todos los países conectados, mientras que el duelo local se encuentra disponible desde el anuncio de la primera fecha de duelo global, limitándose a una sola tienda. Son 2 puntos para el jugador que gana la canción, 1 punto para el segundo y 0 puntos para los perdedores. Gana el primero que obtiene más puntos. Todas las opciones están disponibles (pero no pueden usar opciones que anulan puntajes, puede fallar la canción a mitad de partida en HARD o EX-HARD, y no puede cerrar la pantalla de jugabilidad hasta que todos los jugadores fallen). A diferencia de otros modos (exc. FREE) que se desactivan al activar el modo evento, ARENA no se desactiva, pero solo se permite el duelo local.
- BEMANI PRO LEAGUE BATTLE (solo LIGHTNING MODEL): 2 jugadores conectados del mismo estilo (SINGLE o DOUBLE) compiten en línea entre sí tras crear una lista de 2-4 canciones. Introducido en BISTROVER. Al igual que ARENA, todas las opciones están disponibles (pero no pueden usar opciones que anulan puntajes, puede fallar la canción a mitad de partida en HARD o EX-HARD, y no puede cerrar la pantalla de jugabilidad hasta que todos los jugadores fallen). Para duelos en línea, los jugadores deben escribir la clave de 8 dígitos. Para duelos locales, no necesitan clave. A diferencia del modo ARENA original, la puntuación se basa en la competición BEMANI PRO LEAGUE.

SINOBUZ introdujo los bonos diarios. Desde CANNON BALLERS, en ciertos días, STEP UP no tiene restricción de nivel, puede cambiar FREE o HAZARD por una de sus variantes, puede agregar un minuto extra en PREMIUM FREE o puede recompenzar a los jugadores con objetos como el pase vip (objeto que asegura las 3 canciones en STANDARD) o como los discos V (los cuales son usados para jugar dificultades LEGGENDARIA, pagar rescate tras fallar canción o acceder a EXTRA STAGE si no se cumple el requisito previo).
Arcades japonesas desde SPADA
Tras elegir modo, los usuarios tienen estas 2 opciones:
- STANDARD START: los usuarios pueden usar fichas o PASELI. STANDARD no tiene acceso a EXTRA STAGE, STEP UP está límitado a LV 10 y BPL BATTLE tiene la opción de 4 canciones desactivada.
- PREMIUM START: a cambio de pagar únicamente con PASELI, los usuarios reciben a cambio 7 discos V. STANDARD req. 7 discos V para acceder a EXTRA STAGE si no cumple con los requisitos, o 6 en caso de fallar la canción prematuramente, STEP UP sin restricción de nivel y BPL BATTLE tiene la opción de 4 canciones activada.

Nota para duelos
Si solo se detectan CPU, el jugador puede permanecer en los modos ARENA o BEMANI PRO LEAGUE BATTLE, enfrentándose contra la(s) CPU(s), o reemplazar esos modos por (TIME) FREE. Además, opciones que anulan puntajes no pueden usarse.
Nota para versiones de pruebas de localía
Solo STANDARD y FREE se encuentran disponibles, y los demás modos quedan desactivados, debido a su condición de juego en desarrollo y puede cambiar en el lanzamiento final.
Nota para máquinas desconectadas
Al terminar el soporte, los modos ARENA, BPL BATTLE (ambas por competencia en línea) y PREMIUM FREE (sin importar duración), y todo tipo de conexión quedan desactivados, y solo para Japón, los usuarios están forzados a pagar STANDARD START, si es que el juego recibe un parche de desconexión primero.

### Selector de canciones, dificultades y opciones
Los jugadores escogen la canción y dificultad que va de 1 a 12 además de opciones que altera la jugabilidad. Las dificultades del más fácil al más difícil son: BEGINNER, NORMAL, HYPER, ANOTHER y LEGGENDARIA. En consolas, la dificultad ANOTHER de color negro cuenta como LEGGENDARIA. Antes de HAPPY SKY, las dificultades NORMAL e HYPER mostraban como LIGHT7 y 7KEYS, respectivamente. Si un jugador elige la canción en LEGGENDARIA en la arcade, tiene que pagar con discos V, incluso con los reintentos. El pase negro lo libera del pago en una sola partida. Si bien los jugadores pueden elegir dificultades libremente desde GOLD, el selector de dificultades se bloquea si una canción contiene distintos arreglos o BPM dividido entre dificultades y alterar la dificultad en dichas canciones afectará a ambos lados.
En el selector de canciones (sin contar los modos STEP UP y cursos) desde HEROIC VERSE, aparece el noticiario en la esquina superior izquierda, en donde se informa a los jugadores si alguien obtuvo el EX-SCORE más alto o el tipo de completado más potente en una canción determinada.
La velocidad desde Distorded se escoge durante la carga del vídeo de la canción o a mitad de partida; Hasta tricoro, el jugador lo hacía al seleccionar canciones, y hasta HAPPY SKY, al iniciar la partida. Puede ser CLASSIC HI-SPEED (1x, 1.5x y 2x-4x a escala de 0,25x) (no disponible en Rootage), Rootage's HI-SPEED (10 o 20 velocidades fijas) o HI-SPEED flotante (de 0.5x a 10x a escala de 0.01x). Debido a un bug, las velocidades en 10th STYLE se ajustaban en DOUBLE a cada lado, en vez de ajustarse en ambos lados. Se arregló probablemente en IIDX RED y ahora las velocidades se cambian juntas en DOUBLE.
Las opciones se pueden elegir al iniciar la partida hasta HAPPY SKY y al seleccionar canciones desde 6th STYLE, pudiendo ser apariencia, el tipo de GROOVE GAUGE, rotación y facilitadores. Desde tricoro, existe una página para los facilitadores, otra para las opciones estándar y otra para las más avanzadas.
En la página de las estándar se incluye:
| Modificador                            | Descripción | Restricciones |
| -------------------------------------- | --- | --- |
| Rotación (STYLEオプション)             | En todos los estilos: - OFF: posición normal de las teclas. - Mirror: invierte la posición de las teclas. - Random: crea un patrón al azar de las teclas. - R-Random: similar a Random, pero puede invertir posición entre fracciones. - S-Random: similar a Random, pero las teclas individuales pueden cambiar de dirección en su lugar. En DOUBLE BATTLE: - Synchronize Random: sincroniza la aleatorización de las teclas. - Symmetry Random: además de aleatorizar las teclas, uno de los lados invierte su posición. | - Mirror solo disponible en CLASS - En DOUBLE, las rotaciones de cada lado se eligen por separado. - Las notas de disco no son afectadas. - En caso de elegir opciones que convierte la nota de disco en tecla y vice-versa, los puntajes son anulados. |
| Tipo de GROOVE GAUGE (GAUGEオプション) | En algunos modos: - ASSISTED EASY: carga rápida y reducción lenta. Req. 60% para completar la canción. - EASY: carga rápida y reducción lenta. Req. 80% para completar la canción. - Normal: carga y reducción normal. Req. 80% para completar la canción. - HARD: Parte con 100%, reducción rápida y falla la canción si cae a 0. - EX-HARD: Parte con 100%, reducción drásticamente rápida y falla la canción si cae a 0. En EXPERT: - Normal: Parte con 100%, carga y reducción lenta y falla la canción si cae a 0. En CLASS: - GRADE: Parte con 100%, reducción normal y falla la canción si cae a 0. - EX-GRADE: equivale a HARD                                         | - Todos los tipos de GROOVE GAUGE que no sea HARD ni EX-HARD parten con 22%. - No disponible en (TIME) HAZARD - En TIME HELL, HARD o EX-HARD son las únicas opciones ya que no se pueden recargar.                                                      |
| FLIP                                   | Invierte la posición de los controles | Solo en DOUBLE o en partidas de dos jugadores |
| Facilitadores (ASSISTオプション)       | En todas las versiones: - AUTO-SCRATCH: las giradas de disco son automáticas - LEGACY: apaga las CHARGE NOTES, convirtiéndose en notas normales. En INFINITAS y la mayoría de los juegos arcade: - 5KEYS: usa la jugabilidad de beatmania original, omitiendo dos de las 7 teclas. Solo en INFINITAS: - ASSIST KEY: cualquier tecla reemplaza a la original, giradas incluidas, y facilita la presión de 3 o más teclas. - ANY KEY: una sola tecla es replicada para todas las notas. | - No disponible en CLASS, y opciones pueden combinarse. - Activando cualquier facilitador contará como ASSIST CLEAR y ANY KEY anulará los puntajes. - 5KEYS desaparece en Rootage.                                                                      |
| Apariencia (RANGEオプション)           | - VISIBLE: opción por defecto. Aparición normal de las notas. - HIDDEN: hace que las notas desaparezcan a medida que lleguen a la zona roja de presión. - SUDDEN: las hace aparecer a mitad de la pantalla. - HIDDEN&SUDDEN: aparece y desaparece las notas. - HIDDEN+: las obstruye con la puerta desde la zona de presión. - SUDDEN+: las obstruye con la puerta desde el inicio visible de las notas. - HIDDEN+&SUDDEN+: las obstruye con las puertas, una desde el inicio visible y otra desde la zona de presión. - LIFT: La zona de presión es elevada. - LIFT&SUDDEN+: las obstruye con la puerta desde el inicio visible de las notas y la zona de presión es elevada. | Las puertas y la opción LIFT se pueden ajustar girando el disco a las posiciones deseadas por el usuario. |

Las opciones extra (aquellas que son activadas o apagadas con el teclado numérico) en la misma página de opciones son: Tsujigiri Battle, en donde se enfrenta a los Q-pro de otros jugadores o a los Q-pros secretos, y M-RANDOM, en donde el segundo jugador invierte el patrón aleatorio de las teclas. Las opciones de TARGET SCORE (aquellas que son elegidas tras girar el disco) solo aparecerán en partidas de un solo jugador, sin importar si el mismo escoja SINGLE o DOUBLE. En caso de jugar ARENA o BPL BATTLE, solo se puede activar o desactivar la gráfica de dichos modos.
En la página de las avanzadas se incluye, entre otras opciones, los juicios de sincronía, el ajuste de la sincronía, la ventana de juicio (o la pantalla en versiones anteriores a tricoro fuera de DOUBLE), y la opción de apagar o alterar de otra forma el video en consolas o escoger el tipo de cámara (si es aplicable) en arcades desde CANNON BALLERS.

### General
Dentro de cada pista, una serie de notas en forma de rayas (-), caen desde la parte superior de la pantalla hacia un marcador de color rojo en la parte inferior de la misma, el cual cada vez que una nota se superpone encima del marcador, el jugador debe presionar la tecla correspondiente (teclas blancas para las notas blancas y teclas negras para las notas azules), y en cuanto al disco (notas rojas), se debe girar hacia un lado. Si las notas vienen de manera seguida, se debe girar de un lado a otro.
Desde Sirius, se agregó las CHARGE NOTES, en donde se debe mantener presionada la tecla y soltarla si el otro extremo llegase a la línea. En caso de notas rojas, la CHARGE NOTE se convierte en BACKSPIN SCRATCH, en donde se debe mantener girando en un extremo hacia un lado y se debe girar en sentido contrario si llega a otro.
Algunas canciones o dificultades contienen HELL NOTES introducidas en Copula, que se diferencian de las CHARGE NOTES por tener un tono más oscuro y las iniciales HCN en vez de CN y drena el GROOVE GAUGE cada vez que no se presiona la tecla ni se han girado el disco (o si se ha soltado (o girado mal en caso de discos) antes de llegar al extremo opuesto). A diferencia de las CHARGE NOTES, las HELL NOTES se presionan (o giran en caso de discos) en cualquier momento, incluso si se soltó antes de tiempo.
Desde CastHour, introduce MSS (o Multi-Spin Scratch), en donde los jugadores deben mantener girando al empezar la CHARGE NOTE de disco, cambiar la dirección en notas intermedias y se debe girar en sentido contrario desde la última nota intermedia a finalizar la CHARGE NOTE de disco. Puede combinarse con CHARGE NOTES o HELL NOTES. En caso de HELL NOTES, los MSS se convierten en HELL MSS. Los MSS se encuentran disponibles en algunas canciones o dificultades desde dicha versión.
Ejecutando las notas de manera adecuada, hará que el GROOVE GAUGE ubicado en la parte inferior de la pista (o de la pantalla en caso de DOUBLE) se incremente poco a poco.
Debido a que beatmania IIDX no soporta detenciones de tiempo, todas las canciones que provienen de otro juego que sí lo tenía son compensadas con notas extra, cambios de velocidad o saltos de secciones, según sea el caso.

#### Groove Radar
Con HEROIC VERSE, aparece por primera vez el Groove Radar llamado Notes Radar, que es una representación gráfica de la dificultad que determina, a medida que se pasan las canciones, las fortalezas y debilidades en sus 6 campos:
- Notes: el promedio de notas.
- Peak: el número máximo de notas por sección.
- Chord: el promedio de acordes, que puede ser notas irregulares o notas simultáneas.
- Scratch: el número de giradas de disco.
- Charge: el número de CHARGE NOTES. Desde CastHour, todas las canciones que no tiene CHARGE NOTES tiene apagado este parámetro y se marca HELL si la dificultad contiene HELL NOTES en vez de CHARGE NOTES.
- Sof-Lan: en caso de canciones con BPM variable, indica el número de cambios de velocidad. Todas las canciones que tienen BPM constante no son afectadas.

### Evaluación
Tras finalizar una canción, de una forma u otra, aparece luego la evaluación, en donde se muestra a cada jugador los niveles de rendimiento clasificados en el tipo de completado (incluyendo los FULL COMBO y las canciones fallidas), el grado (desde 6th STYLE), el puntaje (basado en EX-SCORE), los errores (mostrados en pantalla como Miss Count), una gráfica circular para los juicios P-Greats (Perfect Greats, Just Greats o Greats resplandescientes), Greats, Goods, Bads y Poors, los Combo Breaks (las veces en donde el jugador ha roto el combo), un gráfico de barras para los juicios de sincronía (SLOW/FAST), el número total de notas y un gráfico lineal que sirven para medir la precisión, de la cual es generado a partir de la barra de energía. Para ganar una etapa, es necesario que la barra de energía esté al menos en un 80% o 60 en ASSISTED EASY. Si el jugador no lo consigue, terminará fallando la canción. También puede que falle a mitad de partida si el usuario elija HARD o EX-HARD y dicha barra caiga a 0 o si se salta 50 notas en picada. Si se salta 30 o más notas en picada, se apagaba la ampolleta de GROOVE GAUGE y desde tricoro se mostraba el mensaje Retire? por si el jugador intenta completar o no la canción, y al saltarse las 50 notas, en 7th y 8th STYLE el cambio de pantalla se hacía de forma lenta, en 9th y 10th STYLE se apagaba la pantalla de forma gradual y desde IIDXRED usa la misma animación de STAGE FAILED que en HARD o EX-HARD, como el cierre de puertas, un choque (en CANNON BALLERS) o un apagón (en versiones como HEROIC VERSE). Usar facilitadores o fallar la canción a mitad de partida anulará el conteo de errores. Una nota errada es contada por cada Combo Break y por cada Poor que no rompe el combo. En STANDARD, es posible acceder a EXTRA STAGE y a One More EXTRA, si es que hay esta última. Se puede comparar la partida actual de la canción jugada con el récord anterior los parámetros puntaje, grado, tipo de completado y errores, y, en caso de que se registre un nuevo récord, se sobreescribirá uno o todos esos 4 parámetros. En arcades, en caso de fallar la canción en HARD o EX-HARD o al saltarse 50 notas en picada, también aparecerá la ventana de muerte en donde se muestra qué nota y fracción ocurrió dicha falla. En partidas de un jugador, también se muestra información importante, los rivales o la gráfica de ARENA o BPL BATTLE.
Grado de las canciones
- MAX (vista en la gráfica): puntaje náximo (no se considera un grado)
- AAA: 8/9 de puntaje máximo
- AA: 7/9
- A: 2/3
- B: 5/9
- C: 4/9
- D: 1/3
- E: 2/9
- F: menos de 2/9

No existe un grado específico en caso de fallar canción. Eso significa que es posible completar la canción con 0 puntos o con grado F, o fallar la canción con AAA como ejemplo.
Tipo de completado
| Color de luz (en la rueda de canciones) | Texto (en inglés) | Comentarios                                                                                                   |
| --------------------------------------- | ----------------- | --- |
| Apagada                                 | NO PLAY           | Canción o dificultad nueva, sin jugar, o se utilizó opciones que anulan puntajes al completar canciones.      |
| Rojo intermitente                       | FAILED            | El jugador eligió la canción pero falló.                                                                      |
| Violeta                                 | ASSIST CLEAR      | El jugador usó facilitadores o ajustó el GROOVE GAUGE a ASSISTED EASY al completar la canción.                |
| Verde                                   | EASY CLEAR        | El jugador ajustó el GROOVE GAUGE a EASY al completar la canción.                                             |
| Azul                                    | CLEARED           | El jugador completó la canción sin ajustar el GROOVE GAUGE ni usar facilitadores.                             |
| Blanco                                  | HARD CLEAR        | El jugador ajustó el GROOVE GAUGE a HARD al completar la canción.                                             |
| Rojo y amarillo flasheando              | EX-HARD CLEAR     | El jugador ajustó el GROOVE GAUGE a EX-HARD al completar la canción.                                          |
| Blanco y colores claros flasheando      | FULL COMBO        | El jugador obtuvo Full Combo en una canción (se muestra dicho texto al terminar la canción desde 10th STYLE). |

EX Score
Es el sistema alterno de puntajes. Los jugadores obtienen 2 puntos por GREAT resplandesciente, 1 por GREAT y 0 por cualquier otra nota. Reemplaza al puntaje basado en dinero en ciertas versiones y es visto desde IIDXRED, pero en la gráfica.

## Hardware

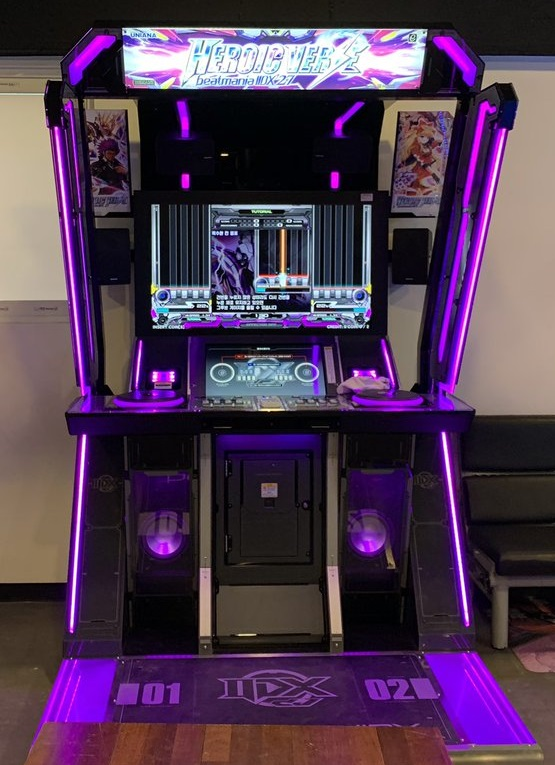
Desde HEROIC VERSE, las nuevas versiones también aparecen en cabinas LIGHTNING MODEL, como se ve en esta foto.

beatmania IIDX cuenta con parlantes poderosos, pantalla widescreen, letrero led para identificar canciones, siete botones y un disco giratorio por lado. Inicialmente usaba la placa arcade Twinkle, pero desde 9th STYLE fue reemplazada por Bemani PC. Esta sería la primera franquicia de Konami y de Bemani en cambiar de hardware a una placa basada en PC. 
Dos teclas al centro de la arcade son para agregar efectos al juego, además de un ecualizador de cinco palancas para ajustar dichos efectos a mitad de partida. La tecla Efecto encendía o apagaba los efectos de sonido, además de cambiar el idioma del juego (en la pantalla de ingreso desde HEROIC VERSE) y la tecla VEFX cambia el tipo de efecto, además de cambiar las dificultades. El ecualizador era inservible en 9th STYLE, debido a la ausencia de efectos y a los problemas de migración. Hasta IIDXRED, la tecla Efecto bajaba la dificultad y la tecla VEFX subía.
Desde 9th STYLE, se agregó el soporte e-amusement, en donde se agregó un lector de tarjetas, inicialmente magnéticas y después inteligentes, y un teclado numérico. Dicho servidor permite personalizar la interfaz, como los cuadros de versiones anteriores en ciertas versiones, el BGM del selector de canciones en ciertas versiones, el color de notas, las fuentes de los combos, el tipo del disco y un largo etcétera. Desde tricoro, todas las arcades requieren conexión para funcionar y como método anticopias, y desde Rootage, los kits de desconexión regresaron.
Con la llegada de CANNON BALLERS, además de EQ ONLY, el sistema de efectos se expandió a 8 efectos en total, y cuenta con la cámara de los jugadores (en el tubo izquierdo) y la de los controles (en el tubo superior). El jugador puede elegir si se usa una de las dos cámaras para la jugabilidad, ya sea solas o con el video de la canción, o las dos, o desactivarlas. Inicialmente, el juego no arrancaba si no están conectadas las cámaras, pero con un parche de actualización permite ejecutar el juego desactivando las funciones relacionadas con cámaras. En Rootage, la cámara de los jugadores permite escanear códigos emitidos de fuentes oficiales y así obtener premios, como dinero del juego, listas de otros usuarios, objetos, etc..
Con la llegada de HEROIC VERSE, también se estrenó LIGHTNING MODEL, un segundo gabinete en donde todas las funciones (como el ecualizador de siete palancas para ajustar efectos o el teclado para marcar la clave) y algunas nuevas (como las opciones del gabinete, el buscador, la lista personal, las noticias del juego o la evaluación detallada) se encuentran en la pantalla táctil, la cámara de los jugadores se encuentra en la parte superior de la pantalla, las teclas START se encuentran detrás de las teclas de los jugadores y las teclas de efecto se encuentran al centro, haciendo mímica a las teclas START del beatmania original. La placa arcade de dicho modelo es similar a Arespear, una computadora de escritorio creada por la misma empresa. Fuera de LIGHTNING MODEL, ninguno de los otros modelos soportaban las dos pantallas.
En resumen, se muestra la tabla:
| Funciones                 | Clásico                                                                        | Versión 2                                                                                         | Versión 3                  | Versión 4                  | Versión 5                          | Versión 6                   | LIGHTNING MODEL           |
| ------------------------- | ------------------------------------------------------------------------------ | ------------------------------------------------------------------------------------------------- | -------------------------- | -------------------------- | ---------------------------------- | --------------------------- | ------------------------- |
| Año debut                 | 1999                                                                           | 2003                                                                                              | 2007                       | 2012                       | 2017                               | 2023                        | 2019                      |
| Hardware                  | Twinkle                                                                        | Bemani PC TYPE 1                                                                                  | Bemani PC TYPE 2           | Bemani PC ADE-704A         | Bemani PC ADE-6291                 | Bemani PC GELDJ-JX          | ARESPEAR C300             |
| Tipo de software          | Tipo B, C (solo Corea) o E                                                     | Tipo B, C (solo Corea) o E                                                                        | Tipo B, C (solo Corea) o E | Tipo B, C (solo Corea) o E | Tipo B, C (solo Corea) o E         | Tipo B, C (solo Corea) o E  | Tipo D                    |
| Sistema                   | Lector de VCD o DVD                                                            | Windows XP Embedded                                                                               | Windows XP Embedded        | Windows XP Embedded        | Windows Embedded Standard 7        | Windows Embedded Standard 7 | Windows 10 IoT Enterprise |
| Tamaño de pantalla        | 40" proyector                                                                  | 36" CRT                                                                                           | 37" LCD                    | 37" LCD                    | 42" LCD                            | 43" LCD                     | 43" LCD con ARESPEAR      |
| Tasa de refresco          | 60Hz                                                                           | 60Hz                                                                                              | 60Hz                       | 60Hz                       | 60Hz                               | 60Hz                        | 120Hz                     |
| Tamaño de pantalla        | 640×240                                                                        | 640×480                                                                                           | 640×480                    | 1280×720                   | 1280×720                           | 1920×1080                   | 1280×720 o 1920×1080      |
| Cámaras                   | No                                                                             | No                                                                                                | No                         | No                         | Sí                                 | Sí                          | Sí                        |
| Iluminación               | luces de neón                                                                  | luces de neón                                                                                     | luces de neón              | luces de neón              | luces de neón                      | luces de neón               | Led plástico RGB          |
| Palancas de efecto        | Al centro                                                                      | Al centro                                                                                         | Al centro                  | Al centro                  | Al centro                          | Al centro                   | en pantalla táctil        |
| Letrero led               | Sí                                                                             | Sí                                                                                                | Sí                         | Sí                         | Sí                                 | Sí                          | No                        |
| Ranura de auriculares     | Sí                                                                             | Sí                                                                                                | Sí                         | Sí                         | Sí                                 | Sí                          | Sí                        |
| Teclado numérico          | físico                                                                         | físico                                                                                            | físico                     | físico                     | físico                             | físico                      | en pantalla táctil        |
| Pantalla táctil           | No                                                                             | No                                                                                                | No                         | No                         | No                                 | No                          | Sí                        |
| Funciones LIGHTNING MODEL | No                                                                             | No                                                                                                | No                         | No                         | No                                 | No                          | Sí                        |
| Entrega debut             | 1st STYLE                                                                      | 9th STYLE                                                                                         | GOLD                       | Tricoro                    | CANNON BALLERS                     | RESIDENT                    | HEROIC VERSE              |
| Entrega retiro            | 8th STYLE                                                                      | DistorteD                                                                                         | Lincle                     | SINOBUZ                    | RESIDENT                           | En producción               | En producción             |
| Situación actual          | Si el lector falla, los videos son desactivados Placa de arcade intercambiable | Usaba tarjetas e-amusement magnéticas, siendo reemplazados los lectores por otros más funcionales | Opera desconectado         | No funciona desconectado   | Solo Rootage funciona desconectado | Operativo                   | Operativo                 |

## Versiones
Actualmente existe 32 entregas arcade y una sola expansión de 1st STYLE llamada SubStream. Cada versión puede sobrepasar las 100 canciones por carpeta, existiendo licencias, canciones IIDX EDITION (que son arreglos exclusivos del juego), canciones originales, crossover de otros juegos y remezclas de los mismos. Algunas canciones suenan distinto entre estilos o dificultades.

### Versiones arcade
- 1st STYLE (no es subtitulada): es la primera versión en donde se usó videos únicos para reemplazar a las animaciones de beatmania. Solo contaba con la dificultad HYPER, pero el usuario puede cambiarlo por ANOTHER en algunas canciones. Actualmente fue renombrada a 1st STYLE y en algunas versiones (sobre todo las de teléfonos) se ha fusionado con SUBSTREAM.

La pantalla inicial fue un plasma de 40".
- SUBSTREAM: una de las versiones que se conecta con DDR 2ndMIX Link. Debido a que es una expansión, no se crearon videos genéricos.

- 2nd STYLE: la primera de las versiones en tener un nuevo set de vídeos genéricos y la última en conectarse con DDR 2ndMIX Link y en tener el modo de 4 teclas. Animaciones del beatmania original y videos genéricos de 1st STYLE son eliminadas después de esta versión.
- 3rd STYLE: la primera versión en tener dificultad NORMAL (mostrada como LIGHT7), eliminando el modo de 4 teclas. Futuras versiones van agregando dicha dificultad a las canciones que no fueron eliminadas con anterioridad o que fueron revividas con posterioridad. Además, algunas canciones a partir de esta entrega son eliminadas, ya sea por problemas de licencia o por otros motivos, como los problemas de espacio en algunos modelos de placa arcade.

Todos los videos genéricos de las 3 primeras versiones y de la expansión SUBSTREAM y ciertos videos únicos no fueron reajustados en tricoro, siendo centrados sin estirarse para evitar pérdida de calidad del video. Lo mismo ocurre con el video único de "era (nostalmix)" y de algunas canciones fuera de la serie de discos Visual Emotions, estos discos sí tienen el tamaño 4:3 de los videos anteriores a tricoro.
El BPM se encuentra a esquina inferior izquierda de la pantalla, luego el número de etapa, los efectos, la dificultad y el número de fichas.
Fue la primera versión en tener una versión casera.
- 4th STYLE: introduce el modo FREE, la barra de tiempo, y el tipo de GROOVE GAUGE EASY. No hubo cambios en el BGM del juego.

"era (nostalmix)", proveniente de 3rd STYLE, estaba dividida, optando por la canción original, por "era (step remix)" en Single ANOTHER o por "era (step mix)" en Double ANOTHER, pero esta última fue separada en 4th STYLE y se agregó un nuevo set de dificultades durante su separación. Lo que se cambió en las 3 versiones de "era (nostalmix)" era las notas, pero no el video.
Se cambió la visual del sistema de efectos: en la parte izquierda indica si se enciende o apaga el efecto y la parte derecha indica el tipo de efecto si está encendida.
- 5th STYLE: reemplaza el eslogan "The next generation beatmania deluxe version." por "The ultimate system beatmania deluxe version.", y se agregaron nuevas velocidades. Se ha fusionado el GROOVE GAUGE con la barra de tiempo. Se lanzó al mismo tiempo con DDR 5thMIX.

El sistema de efectos ahora tiene una gráfica simplificada, y el número de etapa ahora es electrónica en vez de análoga.
3 de los 5 videos genéricos de 4th STYLE fueron reeditados para esta versión. Solo 4th STYLE CYBER no fue introducida en INFINITAS, debido a los contratiempos.
Desafortunadamente, el video de "Be in my paradise" no fue revivido debido a problemas de espacio en el CD, siendo la primera canción en tener videos eliminados.
- 6th STYLE: Debido a que el CD solo soporta 700 MB, no tiene espacio para los videos nuevos, tanto para los únicos como para los genéricos. Para enfrentar ese problema, se reemplazó el lector de CD por uno de DVD. Los jugadores pueden ajustar el GROOVE GAUGE entre EASY, NORMAL o HARD. Aparece las opciones al seleccionar canción.

La canción "Tomorrow perfume" debutó como BGM de interfaz en esta versión y como canción separada en la siguiente.
Toda la numeración (exc. el texto de las fichas) cambiaron de fuente, siendo más computarizada.
El video genérico 4th STYLE Euro-Racing fue reeditado de nuevo para esta versión (pero el nombre de archivo de ese video se mantiene como "05EU").
Desgraciadamente, si el lector falla, aparece el logo de la marca de dicho lector, desactivando los videos.
- 7th STYLE: introduce CLASS, y la opción de 5 teclas se convierte en facilitador en vez de dificultad inicial. Se lanzó al mismo tiempo con DDRMAX2, y en consecuencia, se lanzó la canción "革命" (Kakumei) como One More EXTRA (ENCORE EXTRA en DDR). La canción "THE EARTH LIGHT", presente desde el inicio, fue la única que en versiones de consolas perdió su video único, siendo restituido en 9th STYLE, pero como contrapartida, se usó animaciones temporales.

El video genérico, 7th STYLE trance, fue el primero en tener 2 versiones: la versión original se usó en canciones hasta 2'08", y la versión larga, que se usó en canciones hasta 2'20".
- 8th STYLE: fue la única entrega que no tiene animaciones en nuevas canciones. Canciones que no tienen video único es rellenado con uno genérico. Además, fue la primera entrega en tener su propio set completo de dificultades en SINGLE para las nuevas canciones.

Debido a problemas de espacio, solo se utilizaron videos genéricos de esa versión, pero como contrapartida, las animaciones y los videos únicos se mantienen. Ciertos videos genéricos como 3rd STYLE Techno no se pudieron recuperar en la siguiente versión.
Debido al peso de la arcade, a los costos de fabricación, a las fallas de pantalla o a los problemas de visión (el reflejo de un tubo fluorescente, por ejemplo), las nuevas máquinas (y algunas más antiguas) tuvieron que cambiar la pantalla a un CRT de 36".
Ninguna de estas versiones que usaron la placa Twinkle se pueden ver los videos si se ejecutan en MAME, debido a que no tiene soporte para el lector de discos ópticos, pero los desarrolladores del emulador tienen planeado hacerlo.
Desgraciadamente, se mantiene en 3 canciones si el usuario elige NORMAL como modo de juego sin acceder a la cuarta canción o a EXTRA STAGE incluso si elige HYPER. Para acceder a EXTRA STAGE (o partidas de 4 canciones en algunas máquinas), los usuarios deben ingresar a HYPER como modo de juego incluso si elige NORMAL.
- 9th STYLE: con la interfaz "computarizada", fue la primera entrega en crearse en una placa arcade basada en PC. Véase Bemani PC para más detalles. Existen dos tipos de pantalla, uno a escala 16:9 y otro a escala 4:3, en ambos casos con un tamaño de 640x480 y el chip anticopias era el modelo "C02", que actualmente fue vulnerada por hackers, piratas y mineros de datos. Algunas canciones tienen dificultad BEGINNER, más fácil que la dificultad NORMAL. La barra de tiempo se ha separado del GROOVE GAUGE, dejando debajo de esa barra.

Debido a que los discos ópticos de la época no tienen espacio para colocar videos, se usa un solo disco duro para almacenarlos, junto con los keysounds y los datos del juego en el mismo disco duro, y tiende a aumentar el tamaño del juego por cada nuevo video genérico y único y por cada nueva canción y dificultad.
Desafortunadamente, animaciones, videos únicos y cartas de presentación de algunas canciones fueron eliminadas debido a problemas de migración, la mayoría de los videos genéricos antes de 8th STYLE regresaron como contrapartida (3 de los 5 videos genéricos de 4th STYLE usan sus versiones modificadas introducidas en 5th y 6th STYLE en vez de sus versiones originales, y exceptuando 2 de los 5 videos de 3rd STYLE y todos de 1st STYLE, ya que se perdieron durante la migración), y en el caso de canciones que perdieron sus videos únicos, son rellenados con videos genéricos.
Con la aparición de e-Amusement, todas las máquinas actualizadas y nuevas llevan lectores de tarjetas instalados en los tubos laterales.
Debajo del puntaje, ahora se muestra el número de etapa, el combo máximo (en partidas SINGLE), el sistema de efectos y BPM, y la dificultad. El texto de las fichas ahora ya fue separado del resto de interfaz.
El sistema de efectos no está disponible en la arcade, siendo la primera de las versiones que no cuenta con dicho sistema, y regresaría tiempo después con el lanzamiento de la versión de PlayStation 2. Otra falla detectada fue "quasar", ya que en la arcade no fue incluido el video único, siendo agregado después en la versión de PlayStation 2 y en la siguiente versión. Por defecto usaba 5th STYLE trance.
- 10th STYLE: vuelve el sistema de efectos, pero reacondicionados debido a problemas de migración de la entrega anterior (como la palanca de volumen de canción que fue reemplazada por la palanca de filtro), y fue la primera entrega en tener explosiones de FULL COMBO, si el jugador lo efectuó. Las opciones al empezar partida se encuentran ocultas, requiriendo que el jugador presionara la tecla VEFX para mostrarlas, y la barra de tiempo cambió a vertical.

La interfaz cambió de nuevo, pero esta vez, el puntaje y combo máximo ahora van debajo de la secuencia (o a los lados en DOUBLE), el número de etapas y la dificultad ahora se encuentran a los lados opuestos del sistema de efectos.
El chip anticopias utilizado antes de su vulneración por parte de hackers, piratas y mineros de datos era el modelo "D01".
En el caso de las arcades desconectadas, los operadores (y los jugadores que obtuvieron el juego mediante el pirateo o la compra de un gabinete con el juego preinstalado) deben escribir la clave en secuencia en la pantalla de GAME OPTIONS del menú de operador. Si la clave es insertada correctamente, las canciones (tanto las nuevas como las revividas) y los cursos son desbloqueados y sonará el cierre de puertas para confirmar el desbloqueo.
- IIDXRED: con su interfaz totalmente roja, fue la primera de las dos versiones en no tener nuevos vídeos genéricos. Introduce TARGET SCORE, en donde se muestra la gráfica en partidas de un solo jugador, sin importar estilo, además de cambiar la interfaz vía web. Se reemplazó el disco duro por otro de mayor capacidad. La versión del juego era "E11" y todos los videos y animaciones fueron readaptados debido al cambio de pantalla.
- Happy Sky: con su interfaz celestial, fue la última de las dos versiones en no tener nuevos vídeos genéricos, pero como contrapartida, fue la única entrega en tener animaciones o vídeos únicos en nuevas canciones y la última en mostrar opciones al iniciar partida. La versión del juego era "EC0".

Las dificultades fueron rediseñadas, ya que los modos NORMAL e HYPER (anteriormente LIGHT7 y 7KEYS respectivamente) fueron fusionados en STANDARD, lo que se elimina la restricción de 3 canciones, y solo canciones de LV menor o igual a 5 (7 antes de la introducción de los discos V) pueden rescatar a los jugadores en caso de fallar la primera canción.
"Scripted Connection⇒" es una de las canciones que fue dividida entre dificultades. DJ Murasame, el autor de esa canción, creó su propio sitio y avisa a los jugadores en ese sitio que, si se decide escuchar la canción completa, tenía que jugar las 3 máquinas con dificultades distintas en secuencia. En la versión de PS2, la canción fue separada en 3 de nuevo (llamándolas "N MIX" para la dificultad NORMAL, "H MIX" para HYPER y "A MIX" para ANOTHER), pero cada una tiene su set de dificultades, que posteriormente fue incluida en la versión arcade subsiguiente, y la versión completa (llamada "Full MIX") es exclusiva de dicha consola.
Con la aparición de "FUNKTION", fue la primera de las 5 canciones que se fusionaron los videos genéricos, siendo la primera que tiene un nuevo arte sobrepuesto.
En consolas, la segunda de las 5 fue "LOVELY STORM", pero requería jugar "LOVE IS DREAMINESS" ANOTHER antes de su separación en GOLD CS, en donde recién se agregó las demás dificultades.
Debido a que no se crearon nuevos videos genéricos en la entrega anterior, "CaptivAte～浄化～" (CaptivAte~jouka~) tiene una nueva versión de 9th STYLE techno, teniendo color alterno en vez del original.
- DistorteD: Se reutilizó la interfaz de Happy Sky, pero es monocromática en vez de azul, y en el selector de canciones se usaron cableados naranja en forma de cubos. Fue la primera entrega en permitir elegir estilo al empezar la partida, si solo está un jugador. La versión del juego era "FDD".

Encima del número de etapa y dificultad, ahora se muestra la velocidad. En DOUBLE, la velocidad solo se muestra en uno de esos lados.
Contando con el evento CARDINAL GATE, fue la única versión que se ha creado un solo video genérico. Dicho evento tiene 5 canciones, cada una con una interfaz distinta: "Contract", "Ganymede", "waxing and wanding", "華蝶風雪" (Kachōfūsetsu) y "嘆きの樹" (Nageki no Ki), esta última era ENCORE EXTRA.
- GOLD: como su nombre lo dice, la interfaz es dorada. La canción GOLD RUSH se basó en el BGM del juego. La placa arcade fue reemplazada por otra más potente. Los jugadores pueden elegir dificultades libremente (exc. en canciones divididas entre dificultades). Su versión interna era "GLD", y se muestra en pantalla como "GLD:J:A:A:2007****00" y "GLD:J:A:A:2007****01".

En partidas de dos jugadores, ahora se alterna entre dificultad y número de etapas en ambas partes debido a eso. No tiene efecto en partidas de un solo jugador.
Además, se utilizó por primera vez el dinero del juego (inicialmente GP). Dicho sistema monetario no vuelve hasta Resort Anthem.
Existió una prueba de localía en EE. UU., en donde se tradujo solamente la interfaz, manteniendo en idioma de origen los cursos CLASS y los títulos de canciones. No se lanzó en EE. UU.
El video genérico, GOLD TRANCE, fue dividido en dos, siendo la versión blanca, usada en "Roulette", y la original, usada en varias canciones desde esta versión.
- DJ Troopers: con su tema militar, y contando con el evento MILITARY SPLASH, fue la primera de las 5 versiones en tener animaciones de batalla, junto con su nuevo video genérico. Se ha reemplazado la pantalla de algunas máquinas por una de 37" LCD. La versión en pantalla se muestra "HDD".

En caso de arcades antiguas, es posible reemplazar la pantalla que había fallado o dañado por una LCD proveniente de otros fabricantes.
Las canciones "Kick Out 仮面" (Kick Out Kamen), "MAX LOVE" y "THE LAST STRIKER" (la primera tiene animaciones y la última apareció en consola, respectivamente), fueron las últimas 3 en presentar múltiples videos genéricos.
- Empress: con su interfaz rosa, debuta HAZARD como modo oculto. La versión en pantalla se muestra "I00".

Solo 3 canciones de la categoría HOUSE NATION ("HOUSE NATION", "Our Song" y "thunder HOUSE NATION Remix") tuvieron el video genérico exclusivo.
Fue la última versión arcade en tener una versión casera, pero como contrapartida, se ha creado 2 DVD: el disco 1 contiene las canciones de esta entrega y algunas antiguas, y el disco 2 contiene las canciones restantes.
- SIRIUS: la interfaz es espacial, pero difiere mucho de 10th STYLE. Fue la primera en poseer CHARGE NOTES. Esta versión se destaca en el desbloqueo de canciones, la mayoría de consolas, mediante el evento PARALLEL ROTATION, dicho evento se tuvo que dividir su video genérico exclusivo en 6. La versión en pantalla se muestra "JDJ".
- Resort Anthem: con su interfaz veraniega, fue la primera en incorporar PASELI, y con ese monedero, PREMIUM FREE. Esta versión se destaca en el desbloqueo de canciones mediante los eventos JAPAN TOUR y WORLD TOUR. Se ha reemplazado de nuevo el disco duro por otro de mayor capacidad y fue la primera entrega en tener encriptado RSA, con el objetivo de enlentecer los intentos de vulneración y robo de datos de juego por parte de hackers, piratas y mineros de datos en aquel entonces. La versión en pantalla se muestra "JDZ".
- Lincle: El modo BEGINNER fue reemplazado por STEP UP, y se introduce EX-HARD y los personajes Q-pro, y fue la segunda entrega de las 5 en tener nuevas animaciones de batalla. Se introduce los pases de DJ vip, que anula el cierre de sesión en STANDARD, pero los usuarios deben comprarlos con PASELI. Los personajes Q-pro se pueden activar en futuras entregas arcade si una canción permite animación de batalla con Q-pro, pero quedan desactivados en INFINITAS. La versión en pantalla se muestra "KDZ".
- tricoro: fue la primera entrega en HD, la primera en tener voces de sistema, y la tercera en reemplazar la placa arcade por otra más potente, en ese caso, en una que soporta procesadores x64.

Todos los videos genéricos desde 4th STYLE y gran parte de los videos únicos son reescalados de 256x256 a 640x480, mientras que algunos videos, incluyendo los genéricos de 2nd o 3rd STYLE son centrados sin estirarse, y todos usan el formato WMV en vez del formato por defecto para codificar videos. Sin embargo, animaciones de algunas canciones fueron desactivadas debido a problemas técnicos, y con ellas, el video de "VANESSA", siendo restituido en PENDUAL, sin animaciones, mientras que "Make A Difference", "SABER WING", "sakura storm", "Sweet Sweet ♡ Magic", y "桜" recibieron videos únicos de DDR, ya sea para lidiar con el problema, o como reemplazo de los videos genéricos. Además, "Neu" tuvo el video genérico cambiado a mitad de versión. Eso hace que tricoro fuese la primera entrega en tener videos cambiados a mitad de versión.
A diferencia de otras versiones que usaron códigos de versión internos distintos, las nuevas versiones a partir de esta parten con "LDJ". Fue la primera de las dos entregas en no tener cursos EXPERT.
En partidas SINGLE, solo se muestra la dificultad y velocidad. En partidas de un jugador con gráfica o de dos jugadores, el número de etapas y el puntaje y combo máximo ahora se muestran encima del video. En partidas de un jugador sin gráfica, el puntaje y combo máximo se muestran en un sector en donde antes estaban el número de etapa y dificultad, respectivamente y el número de etapa solo aparece encima del video. En DOUBLE, el número de etapa se encuentra al lado de la secuencia, mientras que la dificultad, velocidad, puntaje y combo máximo se encuentran debajo de la secuencia.
Por defecto, el juego opera a 640x480, pero se introdujo el tipo de resolución, siendo SD o HD. Al cambiar a HD, el juego opera a 720p.
Las máquinas nuevas llevan lectores de tarjetas que se encuentran al lado de la tecla START, en vez de estar en los tubos laterales.
Además, para frenar nuevos ataques de hackers y piratas en aquel entonces, y para implementar nuevas actualizaciones del juego, canciones y funciones, se ha creado el sistema "participación e-amusement", en donde requiere constante conexión a internet para poder funcionar.
Debido a que las pantallas de algunas máquinas fallaron o no soportaron tamaños más grandes, se reemplazaron por una pantalla LCD de 42".
- SPADA: con su tema medieval, introduce los discos V, y con ellos, las dificultades LEGGENDARIA y los pases negros vip. Todas las canciones que tienen dificultad LEGGENDARIA son marcadas en rojo o en rosa según la versión del juego, para diferenciarlas de las demás dificultades, que siempre son blancas (o del color del juego, en caso de canciones nuevas), y hasta Rootage tenían un marcado "†" o "†LEGGENDARIA" al lado del título de canción. Además, el recuadro del video vuelve a tener el tamaño de 256x256 en caso de que canciones anteriores a tricoro tenga animaciones de dicho tamaño, como los mostrados en CARDINAL GATE o MILITARY SPLASH. Fue la última de las dos entregas en no tener cursos EXPERT. Sin embargo, algunos eventos presentaron problemas técnicos relacionados con el método de pago y la introducción de discos V, siendo solucionadas en la siguiente actualización o entrega.

Hasta el lanzamiento de esta versión, se han eliminado 7 videos, una en arcade y el resto en consolas (puede que haya más videos eliminados en INFINITAS), y se suma en esta versión "RED ZONE", debido a la retirada de NAOKI. Originalmente "RED ZONE" usaba 6th RAVE, luego tuvo video único, y debido a la eliminación fue reemplazada por 4th STYLE Euro-Racing (editada en 6th STYLE).
- Pendual: fue la única entrega en tener el concepto de viajes en el tiempo, dividiendo la interfaz en 2. Los usuarios pudieron elegir una de las dos eras, siendo presente (interfaz blanca) o futuro (interfaz negra). Mediante eventos anunciados en el sitio web, se agrega las interfases de los 3 juegos anteriores a este, pudiendo ser Lincle, tricoro o SPADA. Fue la última de las 5 entregas que se crearon animaciones de batalla.

Coca-Cola x Bemani es otro evento en que también se puede desbloquear interfaz con la publicidad de cualquier marca de Coca-Cola, además de desbloquear canciones.
Además, los 2 videos del selector de canciones fueron convertidas en videos genéricos para futuras versiones, siendo las canciones "chrono diver" llamados "-fragment-" y "-NORNIR-" los primeros en usar esos videos.
A pesar de que "FANTASTIC THREE" tiene video único, fue eliminado temporalmente en RESIDENT, debido a problemas técnicos. Mientras que el video fuese eliminado para darle un tiempo para arreglarlo, y para evitar el problema del video faltante, se optó por GOLD TRANCE, sin animaciones. Se arregló ese video el 8 de diciembre de 2022.
- copula: con la temática de trenes, fue la primera entrega en poseer HELL NOTES, además de centrarse en facilitar a los jugadores. La dificultad BEGINNER ya fue instalada como carpeta, pudiendo ser jugada fuera del modo STEP UP. Como curiosidad, la pantalla de Game Over se muestra una estación entendiéndose de que el tren termina en esa estación.
- Sinobuz: con su interfaz ninja, introdujo los bonos diarios, y con ellos, los modos TIME FREE y TIME HAZARD. Los sonidos de interfaz suelen cambiar diariamente. Después de obtener las 7 artes ninja del evento Buzra Arts, los jugadores activaron One More Extra, "刃図羅" (Buzra), en donde se gradua todos los personajes de IIDX, pero algunos, no conformes con eso tras adquirir un LEG, el dinero de la siguiente versión, dejan de ser ninjas para convertirse en pilotos de carreras. Al momento de desconectar el juego de los servidores, ningún juego desde tricoro funcionaba, mostrando los mensajes de error de arcade desconectada y muchos usuarios no pudieron jugarlos debido a que no existieron parches de desconexión, pero eso no impidió que piratas y hackers creasen servidores propios para mantener los juegos a flote.
- CANNON BALLERS: La temática es de carreras, y algunas canciones también tiene ese concepto. La pantalla de ingreso/desconexión es la parrilla de salida. Las voces del sistema de esta versión fueron efectuadas por Icchou Mori (森一丁), que también dice frases al escoger canciones o en la evaluación de la canción en esa entrega. Fue la primera entrega en tener los modos ARENA y TIME HELL y expandir su sistema de efectos, y la última en tener el modo de 5 teclas.

Se reemplazó por completo el kit de mejoras, en donde incluye una nueva placa arcade más potente, la pantalla de 43" como reemplazo en caso de falla de una de las antiguas, y dos cámaras, lo que permite mostrar la jugabilidad, el jugador, o ambos casos, o uno de estos con el video, y para probar controles. En máquinas antiguas, si las cámaras no están conectadas a la placa arcade, no podrán funcionar, pero con un nuevo parche lanzado horas después desactiva todas las funciones relacionadas con cámaras y el juego arranca sin problemas.
La interfaz cambió de nuevo: en el área del video en partidas SINGLE, ahora se muestran 2 cuadros, uno para el video en general y otro para una de las cámaras. En DOUBLE, las pantallas de video también fueron modificadas para permitir el uso de cámaras. Al fallar la canción, en vez de puertas u otras animaciones de falla, se muestra un vehículo impactando a la frase STAGE FAILED.
Durante las pruebas de localía, un usuario intento amenazar a los jugadores, operadores y desarrolladores por igual mediante un mensaje amenazante en X (antes Twitter). Konami detuvo las pruebas de localía de los juegos en desarrollo por motivos de seguridad, siendo reanudadas meses más tarde. Futuras pruebas de localía de esta versión también fueron canceladas y las pruebas de localía de las siguientes versiones duran 3 días en vez de una semana.
La última canción, "ANCHOR", apareció como última vuelta, y los jugadores pudieron completar los dos eventos y jugar solo canciones de cualquiera de los dos eventos para activar One More Extra, y al terminar el video, aparece los triángulos de la interfaz de Rootage, que es la siguiente versión.
- Rootage: con su temática de biblioteca, se enfocó en interfases de entregas anteriores como parte del evento ARC SCORE, pudiendo ser 3rd STYLE, 8th STYLE, Happy Sky, GOLD, Empress, Sirius, Lincle, o SPADA, y en más funciones relacionadas con la cámara, como el lector de QR, por ejemplo. Con la canción "X-DEN", que debutó como ONE MORE EXTRA STAGE, fue la única canción desde Pendual en tener animación de batalla. El modo EXPERT se eliminó a favor del modo ARENA. Fue la primera entrega en tener la función Tsujigiri Battle (req. activar TARGET SCORE), en donde se desactiva las animaciones de batalla con Q-pro, pero permite enfrentar a Q-pro de otros jugadores y eliminarlos si alcanza el puntaje. Además, las versiones coreanas fueron traducidas al coreano en las actualizaciones finales.

Cargar el logo en la pantalla de título apareció el eslogan genérico "The ultimate system beatmania deluxe version".
Las dos últimas canciones, "GO OVER WITH GLARE -ROOTAGE 26-" y "Lethal Weapon", aparecieron como canción de cierre del juego con la referencia a LIGHTNING MODEL, que se estaba desarrollando en la siguiente versión, y como cierre de temporada del modo ARENA, respectivamente. En el menú de operador no existe el modo HD*, que fue introducida en PENDUAL, y las máquinas ajustadas con esa opción fuese ajustada a +1 por defecto.
Durante las pruebas de localía, usaban videos genéricos distintos al lanzamiento final, siendo cambiados o reemplazados por videos únicos en la versión final. Eso hace que Rootage fuese la primera entrega en tener videos genéricos exclusivos para las pruebas de localía.
Fue la primera entrega en tener un kit de desconexión desde Lincle. Las arcades conectadas usaban "LDJ:*:B:A:2019****00" y las desconectadas usan "LDJ:*:C:A:2019111401".
- HEROIC VERSE: con su temática de superhéroes, la versión estándar se lanzó antes del lanzamiento de la versión LIGHTNING MODEL, además de permitir escoger el idioma de interfaz, pudiendo ser japonés, inglés o coreano. Esta versión se enfocó en el desbloqueo de canciones mediante el evento HEROIC WORKOUT, y de nuevos personajes Q-pro, 7 de ellos mediante SHADOW REBELLION y los demás en STEP UP o en otros eventos. La selección de estilo se había fusionado con el del modo de juego a favor del teclado numérico. El selector de dificultades fue renovado, permitiendo jugar canciones en BEGINNER fuera de la carpeta de dicha dificultad y se redujo el costo de discos V en caso de dificultades LEGGENDARIA.

Cargar el logo en la pantalla de título aparece el eslogan de la versión actual "Now, it is time to be a hero!".
Con la llegada de LIGHTNING MODEL, también introdujo canciones y funciones exclusivas para ese modelo ya que cuenta con una placa y una pantalla más potentes.
Si bien en EE. UU. pudo importar las cabinas japonesas en un principio, todo cambió con la llegada de las cabinas LIGHTNING MODEL de HEROIC VERSE, en donde sí tuvo una versión dedicada para dicho país.
La canción "EROICA" apareció como canción de cierre del evento HEROIC WORKOUT y hace un resumen del mismo, pudiendo los jugadores desbloquear todas las canciones anteriores a esta, y al terminar el evento antes del desbloqueo, los superhéroes tardan tiempo valioso en reparar la base y un administrador chef los invitó a instalar una nueva base, en un restaurante, pero se advierte de que, en caso de desorden, los casigarían con lavado de platos forzados.
Fuera de la historia y de Konami Arcade Championship, fue uno de los primeros juegos seleccionados como parte de otra competición: BEMANI PRO LEAGUE. La primera temporada se llamó BEMANI PRO LEAGUE ZERO, ya que la versión original de la competición fue cancelada producto de la pandemia y se seleccionaron al músico Ryu, a la cantante Mirin Fukushima y a un Vtuber virtual llamado Yashiro para iniciar una pequeña liga, cada uno escogieron sus 4 jugadores e hicieron una mini competencia, 3 fechas de la primera vuelta, 3 de la segunda y una gran final en donde el equipo Mirin salió ganador.
- BISTROVER: la temática es de restaurantes bistró y de aviones de pasajeros combinados, y algunas canciones tienen el concepto de comida o de viajes o ambos conceptos. Fue el último juego en operar a 640x480.

Cargar el logo en la pantalla de título apareció el número de versión ("beatmania IIDX -version 28-").
Se introduce la grabación de partidas a costa de una ficha adicional y solo en gabinetes LIGHTNING MODEL, pero no es posible grabar usando esa función canciones de artistas sin autorización, canciones protegidas por JASRAC, licencias, "Fly Above" ni arreglos de música clásica.
También en LIGHTNING MODEL, se introdujo BEMANI PRO LEAGUE BATTLE como un nuevo modo de juego, en donde dos jugadores se enfrentan al mismo tiempo en arcades distintas, sin importar estilo, y el N.º de etapas son escogidas antes de elegir la primera canción. El mecanismo de competencia se basa en BEMANI PRO LEAGUE.
Durante las fases finales de soporte de este juego, al terminar el evento Meshimase! Bistrover, 2 personajes cometieron un grave error en el restaurante, y, como consecuencia ya advertida en la versión anterior, los 2 fueron castigados con lavado de platos forzados. La canción "LOCUS OF THE TRAVEL" que se desbloquea en dicho evento hace un resumen de viajes en las 5 direcciones (Campo, Europa, Rusia, EE. UU. y China) y a mitad del video muestran a los 2 personajes castigados.
Fue la última entrega en tener canciones desbloqueables vía EXTRA STAGE y la primera en tener un nuevo sistema de canciones desbloqueables WORLD TOURISM.
La interfaz cambió de nuevo: en partidas SINGLE, en vez de la dificultad, ahora se muestra el EX-SCORE. En partidas de un jugador con gráfica o de dos jugadores, en vez de puntaje y combo máximo, ahora aparece la dificultad, pero encima de esta, el título de canción y artista. En partidas de un jugador sin gráfica, en la parte superior, a la izquierda se encuentra el número de etapa, al centro el título de canción y a la derecha la dificultad. En DOUBLE, solo EX-SCORE y velocidad se muestran debajo de la secuencia y al lado se encuentran el título de canción y dificultad. En la evaluación, para los juicios ahora se usa la gráfica circular, las barras para los juicios de sincronía y un conteo separado para las roturas de combo.
Con la llegada de BEMANI PRO LEAGUE 2021 que duró gran parte de dicho año, se seleccionaron 6 tiendas, siendo Round 1 Japan, Silk Hat, Supernova Tohoku, Game Panic, Apina Vrames y Lesiure Land, cada tienda escogió 4 jugadores e hicieron una competencia, que consistía en 5 fechas por equipo de la primera vuelta, 5 por equipo de la segunda, 3 semifinales y una gran final. Fuera de la competencia, los jugadores apoyaron a una de esas tiendas, ya sea mediante puertas, interfases, BGM o cualquier otro elemento de interfaz. En la final, Round 1 Japan y Apina Vrames compitieron en una batalla de 7 partidas hasta que Apina Vrames ganó la copa de BPL.
- CastHour: con su temática de canales de televisión, aparece los MSS, además de ajustar la sincronía a mitad de partida, y ya se puede mostrar los ajustes usados en la gráfica respecto al puntaje actual, récord anterior y jugadores oponentes, y tiene nuevas funciones a la pantalla táctil de LIGHTNING MODEL, como el Random Lane Gacha, que permite mediante boletos elegir uno de los patrones aleatorizados, o el visor de dificultades, en donde los jugadores eligen la canción de la lista top si se cansan de elegirlas girando el disco.

La interfaz cambió de nuevo: en DOUBLE, el título de canción y dificultad ahora van arriba de la primera pantalla de video, y dichas pantallas ya tuvieron un aspecto 4:3 en vez de 1:2. El temporizador ahora va al lado de la dificultad.
La interfaz en el selector de canciones se puede mostrar videos genéricos de versiones antiguas (exc. los videos de batalla como Lincle Kingdom o MILLITARY SPLASH y de eventos como CARDINAL GATE o PARALLEL ROTATION).
El evento CastHour SPACE ya no se basa en la historia de los personajes, sino en la interfaz misma. En ese caso, los jugadores tendrían que elegir plataformas para desbloquear canciones. Además, las plataformas X Hideout consistieron en el antiguo sistema de EXTRA STAGEs similar a Lincle y anteriores versiones. Posteriormente las plataformas Hideout son liberadas para desbloquear canciones y la última plataforma req. todas las demás plataformas para avanzar. La última canción es "hard-wired", en donde se muestran todos los videos genéricos, únicos y animaciones, además de la interfaz, dejando a Tran atrapada en otra plataforma, que es parte de la interfaz de la siguiente versión.
Desafortunadamente, las voces del sistema solo están presentes en las versiones japonesas del juego, y el tipo de definición fue eliminada ya que el juego opera a 720p. Se puede jugar en pantallas 36" CRT, pero sin los ajustes correctos, ocurren pantallas fantasma, pantallazos azules o cualquier otra falla. Además, 4 licencias fueron eliminadas, y 2 de las dificultades CLASS en SP fueron cambiadas. Durante el lanzamiento de la última plataforma de CastHour Space, "Arkadia" tenía video único, basado en PENDUAL SELECT MUSIC (PRESENT), pero debido a que el video causaba ralentizaciones y que los keysounds se desincronizaban con el audio de base, se tuvo que eliminarlo, cambiando temporalmente a PENDUAL PRESENT, sin animaciones. El video se arregló el 13 de septiembre de 2022. Eso hace que CastHour fuese la primera entrega en retirar canciones o videos a mitad de versión.
Con la llegada de BEMANI PRO LEAGUE Temporada 2 -IIDX- que duró gran parte de dicho año, se seleccionaron 8 tiendas, siendo las mismas que la temporada anterior, y agregando Taito Station Tradz y Gigo como nuevos equipos. Fuera de la competencia, los jugadores apoyaron a una de esas tiendas, ya sea mediante puertas, interfases, BGM o cualquier otro elemento de interfaz.
- RESIDENT: El tema es de un club nocturno y la pantalla de ingreso/desconexión aparecen los DJ residentes, como dice el título de versión. La interfaz vuelve a ser cibernética, similar a las primeras 10 versiones, con la diferencia de que la interfaz de esta versión se basa en BISTROVER. Ahora se puede ver los personajes en el selector de canciones además del personaje Q-pro (en partidas de un solo jugador), y los juicios de sincronía son separadas por teclas y giradas.

La interfaz cambió de nuevo: En partidas de un jugador sin gráfica, en la parte superior, se utilizó parte de la interfaz similar al de las partidas de dos jugadores o de un jugador con gráfica, colocando la dificultad al lado del título de canción. También cambió la fuente al temporizador de PREMIUM FREE en la jugabilidad, siendo colocado debajo del título de canción (excepto en DOUBLE, ya que se colocó debajo de la dificultad).
Debido a que el juego opera a 1080p, los videos tienen un nuevo tamaño 1024x768. En vez de usar el formato WMV, formato de Windows Media, ahora usan la extensión MP4 con el códec H.264. No todas las máquinas operan a 1080p: vuelve el tipo de definición si desean operan a 720p o 1080p.
También alteró el sistema de trofeos: Con excepción de STEP UP, ahora los trofeos son insignias en vez de medallas Tran. Esta es la última entrega que entrega dicho trofeo.
El sistema de desbloqueo CastHour SPACE fue actualizado y renombrado a Resident Party. La historia de Resident Party consiste en arreglar canciones. Primero se elige el evento y posteriormente la canción que se va a arreglar. Una vez que la canción esté arreglada, será desbloqueada. También existe las canciones CastHour SPACE Hideout llamadas Secret Live, que consisten en el antiguo sistema de EXTRA STAGEs similar a Lincle y anteriores versiones. Posteriormente las canciones marcadas CastHour SPACE Hideout son liberadas para desbloquearlas.
PREMIUM FREE ahora se encuentra disponible en arcades fuera de Japón o sin PASELI, pero solo dura 10 minutos.
Desafortunadamente, al igual que CastHour, suelen tener las mismas fallas si ajustan de manera errada las pantallas CRT, y el video Q-progue DX utilizado en las dos canciones de Elferia es reemplazado por Spada, debido a problemas técnicos. Además, las cámaras se volvieron inestables, por lo que Konami desactivó temporalmente parte de las funciones relacionadas con cámaras, y en las arcades antiguas, toda la interfaz (exc. en la jugabilidad) opera a 30 FPS en vez de los 60 como era usual, pero la caída de framerate y la restricción de cámaras se puede eliminar con un cambio de hardware a mitad de versión por un equipo más potente. Las arcades antiguas sin cambios de hardware no pueden actualizar a nuevas versiones.
Las fotos de evaluación también cambiaron a mitad de versión, pero solo si los jugadores completan la canción: solo aparecen personajes Q-pro mostrando la letra B si algún jugador termina en ese grado y vuelven los personajes normales si los jugadores sacan A o mejor.
A pesar de que muchas versiones no tienen videos genéricos alterados con excepción de algunas canciones, de 7th STYLE trance dividido por tiempo, y del evento PARALLEL ROTATION, "Xerulean" tiene una nueva versión de COPULA TRANSPORT de color azul. Sin embargo, el video fue editado para convertirlo en único.
- EPOLIS: la temática es de ciudad, radioemisora, cyberpunk y de reporteros. Se rediseñaron la interfaz, eliminando H-RANDOM y EXPAND JUDGE, las opciones causantes de anulación de puntajes, agregando atajos para la evaluación y densidad del disco en LIGHTNING MODEL, y ya se agregaron personalización desde dicho modelo. Tamaño de notas y presiones de teclas fueron reajustadas y ahora se pueden ajustar su tamaño.

Se agregó la nueva función de reintentos, que conserva las opciones al repetir canción, pero solo se puede realizarse una vez por partida, no es compatible con Random Lane Gacha, y no se puede usar fuera de STANDARD, FREE, PREMIUM FREE o HAZARD. Tampoco es compatible con los reintentos regulares ni los reintentos rápidos en PREMIUM FREE.
Al igual que SIRIUS, se usa diferentes BGM entre todos sus modos (exc. STEP UP y eventos).
La categoría ABC ahora tiene una nueva carpeta de números, separandose de la carpeta de otros caracteres.
La carpeta ALL BEGINNER ahora se muestra solo canciones fáciles, en vez de solo mostrar dicha dificultad.
Al igual que en CastHour, presentan los mismos problemas si se usan pantallas CRT sin convertir a 720p o 1080p primero, y las voces siguen exclusivas para las máquinas japonesas.
Debido al escándalo de ツユ (Tsuyu) que terminó con el arresto de uno de sus integrantes, todas las canciones creadas por esta banda (incluyendo "傷つけど、愛してる。" (Kizutsu kedo, aishiteru.), la canción más reciente para esta entrega) fueron eliminadas.
- Pinky Crush: la temática es de convenciones, eventos relacionados con ídolos y conciertos. Canciones con videos únicos o animaciones ahora se muestran su fondo encima de la canción seleccionada. Siguiendo el paso de DDR, ahora se divide en categorías: ALL BEGINNER, Versión, dificultad, carpetas de NOTES RADAR, carpetas creadas por usuario y ALL MUSIC (esta última categoría muestra todas las carpetas).

Desaparece FREE (exc. en modo evento), debido a que PREMIUM FREE es demasiado utilizado.
Desafortunadamente, por alguna extraña razón se eliminaron videos únicos y animaciones de algunas canciones, siendo limitadas a mostrar sus videos genéricos en su lugar.
- Sparkle Shower (En desarrollo): la temática es de refrescos, con una interfaz similar a la de Lincle en la jugabilidad (excepto al fallar canciones). Ahora pueden cambiar el brillo de las notas, punteros láser, la línea roja y los juicios, y el color de los CN, BSS y MSS, y ajustar la posición de los juicios. En LIGHTNING MODEL se agrega una nueva gráfica (que no es similar a la de jubeat), y las puertas se pueden usar como fondo del modo de concentración.

### Versiones caseras
Las versiones de PlayStation 2 solo son 14 en Japón (15 en total) y eran conversiones de entregas arcade, desde 3rd STYLE hasta EMPRESS. Cada versión casera contiene todas las canciones arcade de la entrega actual, algunas revividas, otras de pruebas que no existen en la arcade original, pero sí en secuelas arcade, y algunas exclusivas de consola que no fueron migradas originalmente a la arcade. Sin embargo, algunas canciones fueron eliminadas de las consolas debido a problemas de derechos de autor con JASRAC o con los artistas de origen, o a problemas de licencia. 
Fuera de las consolas, existe beatmania IIDX INFINITAS, un juego de PC lanzado el 2015 que no pertenece a una conversión arcade, pero se usó a SIRIUS como carpeta inicial. El juego requería de una suscripción mensual y constante conexión a internet para funcionar. Su código de versión era "P2D". Sin embargo, debido a que los Q-pro no son soportados debido a problemas de migración, todas las animaciones en donde se involucren Q-pro de los jugadores (como las animaciones de batalla con Q-pro) no pueden mostrar personajes Q-pro. Además, se omite en INFINITAS canciones protegidas por JASRAC. Algunas canciones aparecen en la suscripción mensual y van cambiando con cada mes que pase, mientras que otras son compradas con bits. Las canciones que dejaron de aparecer en la suscripción fueron movidas a la tienda de bits. Para las canciones de Lincle o superior, son vendidas desde la tienda vía sitio web y no pueden comprarse con bits. La dificultad BEGINNER y el sistema de efectos no están disponibles en la versión 1 de INFINITAS. El 5 de agosto de 2020, INFINITAS se ha actualizado a la versión 2. El 28 de julio de 2021, INFINITAS (2020) ya tiene un nuevo sistema de efectos, basado en el sistema de efectos de CANNON BALLERS y en el ecualizador de los gabinetes LIGHTNING MODEL. El 22 de abril de 2022, la interfaz de jugabilidad y la evaluación se utilizó BISTROVER (en DOUBLE se utilizó CastHour) y la ventana de juicio fue actualizada a la versión de CastHour. El 26 de julio de 2023, el selector de canciones de INFINITAS (2020) fue actualizada a HEROIC VERSE, permitiendo guardar puntajes en BEGINNER y acceder a dificultades LEGGENDARIA, pero estas últimas requieren discos L en vez de discos V (un boleto Infinitas se convierte en 5 discos L). El 13 de marzo de 2024, los gráficos se actualizaron a RESIDENT, dejando de lado el tamaño 720p para usar el nuevo tamaño 1080p, además de rediseñar las instrucciones y opciones como en EPOLIS, se agregó una nueva función de las opciones que se usaron en la gráfica y se cambiaron todas las dificultades del modo CLASS.
También existió tres versiones de teléfonos móviles, los dos primeros eran distribuidos vía i-appli, y el último que salió fue beatmania IIDX ULTIMATE MOBILE, un juego de iOS y Android lanzado a finales de 2019 que no pertenece a una conversión arcade, pero la lista se basó en HEROIC VERSE. Además, se omite en las versiones de teléfonos canciones de artistas sin autorización, canciones protegidas por JASRAC y licencias. Con la actualización CastHour, la evaluación también fue actualizada a BISTROVER (exc. por las pestañas que son nuevas). Con la actualización de RESIDENT, canciones con MSS ahora son soportadas, aparece puertas entre pantallas (exc. tras escoger canción y antes de la evaluación) y al fallar canción, y cambia de nuevo los gráficos y el BGM de interfaz (fuera de los BGM alternativos). Ninguna de las tres versiones de teléfonos tiene implementado el sistema de efectos.